# Elias Holl

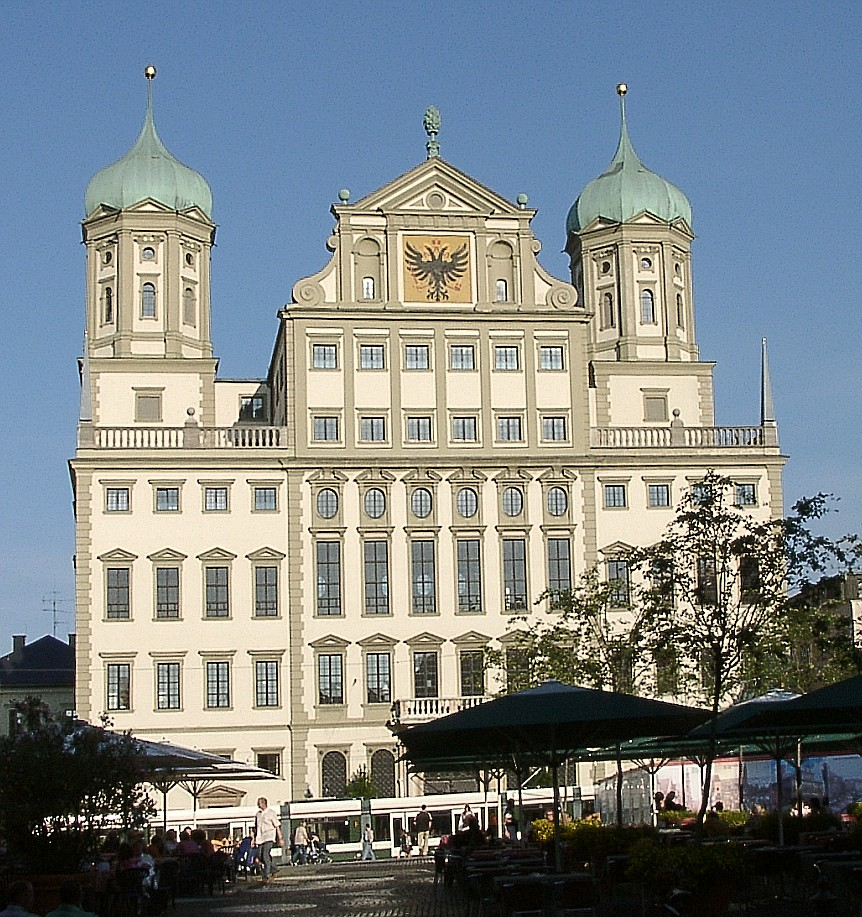
L'ajuntament d'Ausburg

Elias Holl (Augsburg, 28 de febrer de 1573 - 6 de gener de 1646) va ser l'arquitecte més important de l'arquitectura barroca alemanya primerenca.

## Biografia
Elias Holl va néixer a Augsburg, a Werbhausgasse 2. Descendia d'una família de constructors. El seu pare, Hans Holl (1512-1594) fou el seu mestre. Va aprovar l'examen Meisterprüfung el 1596. Després d'una estada a Itàlia en els anys 1600/1601, on va visitar Bolzano i Venècia, es va convertir, l'any 1602, en Werkmeister d'Augsburg. En 1629 va perdre el seu càrrec com a Stadtbaumeister a causa que era protestant. Des de llavors s'anomena només Stadtgeometer. Va ser acomiadat del càrrec l'any 1631.

## Ajuntament d'Augsburg
Va ser l'arquitecte i constructor d'un monument d'Augsburg: l'ajuntament d'Augsburg. Més edificis seus d'Augsburg són l'Armeria (1602-1607), la Wertachbrucker Tor (1605), Stadtmetzg (1609), St-Anna-Gymnasium (1613), l'ampliació del Perlachturm (1614-1616) i l'Hospital de l'Esperit Sant (1626 -1631) (conté l'Augsburger Puppenkiste).